# Stéphane Bouthiaux
Stéphane Bouthiaux (Pontarlier, 26 marzo 1966) è un allenatore di biathlon ed ex biatleta francese.
È marito di Anne Briand, a sua volta biatleta di alto livello.

## Biografia

### Carriera sciistica
In Coppa del Mondo ottenne il primo risultato di rilievo il 17 dicembre 1987 a Hochfilzen (55°) e il miglior piazzamento il 19 marzo 1994 a Canmore (8º).
In carriera prese parte a un'edizione dei Giochi olimpici invernali, Lillehammer 1994 (35° nella sprint), e a quattro dei Campionati mondiali, vincendo due medaglie.

### Carriera da allenatore
Dopo il ritiro è diventato allenatore dei biatleti nei quadri della nazionale francese.

## Palmarès

### Mondiali
- 2 medaglie:
  - 2 bronzi (gara a squadre a Minsk/Oslo/Kontiolahti 1990; gara a squadre[3] ad Anterselva 1995)

### Coppa del Mondo
- Miglior piazzamento in classifica generale: 28º nel 1991